# Winde Ganki
Winde Ganki est une localité du Cameroun située dans l'arrondissement de Meri, le département du Diamaré et la région de l’Extrême-Nord. Elle fait partie du canton de Godola.

## Population
En 1974, on distinguait deux villages : Winde Ganki Foulbe qui comptait 94 habitants, des Peuls, et Winde Ganki Guiziga qui en comptait 45, des Guiziga.
Lors du recensement de 2005, on a dénombré 527 personnes à Winde Ganki (ensemble).